# 연수구 갑
인천 연수구 갑은 대한민국의 국회의원 선거구이다. 인천광역시 연수구 일부를 관할한다. 현 지역구 국회의원은 더불어민주당의 박찬대이다.

## 역사
2016년 대한민국 제20대 국회의원 선거를 앞두고 연수구 선거구가 갑, 을로 분구되면서 신설되었다. 신설 당시 옥련2동, 선학동, 연수동, 청학동, 동춘3동이 연수구 갑에 속했으며 나머지 지역들은 연수구 을로 편입되었다.
대한민국 제22대 국회의원 선거를 앞두고 연수구 을 선거구에서 옥련1동, 동춘1동, 동춘2동을 편입했다.

## 관할 구역
| 대수      | 관할 구역                                                                                     |
| --------- | --------------------------------------------------------------------------------------------- |
| 20대~21대 | 연수구 옥련2동, 선학동, 연수1동, 연수2동, 연수3동, 청학동, 동춘3동                            |
| 22대~     | 연수구 옥련1동, 옥련2동, 선학동, 연수1동, 연수2동, 연수3동, 청학동, 동춘1동, 동춘2동, 동춘3동 |

## 역대 국회의원
| 선거   | 정당 | 정당         | 의원   |
| ------ | ---- | ------------ | ------ |
| 2016년 |      | 더불어민주당 | 박찬대 |
| 2020년 |      | 더불어민주당 | 박찬대 |
| 2024년 |      | 더불어민주당 | 박찬대 |

## 역대 선거 결과

### 대한민국 제20대 국회의원 선거
|  | 40.57% |

|  | 40.28% |

|  | 19.14% |

### 대한민국 제21대 국회의원 선거
|  | 56.87% |

|  | 42.08% |

|  | 1.04% |

### 대한민국 제22대 국회의원 선거
|  | 52.44% |

|  | 46.08% |

|  | 1.47% |